# Menterwolde
Menterwolde – gmina w północno-wschodniej Holandii, w prowincji Groningen. Siedzibą władz gminy jest Muntendam.

## Miejscowości
Beneden Veensloot, Borgercompagnie, Boven Veensloot, Duurkenakker, Korengarst, Meeden, Muntendam, Noordbroek, Spitsbergen, Stootshorn, Tripscompagnie, Tusschenloegen, Tussenklappen, Uiterburen i Zuidbroek.